# (36442) 2000 PT28
2000 PT28 (asteroide 36442) é um asteroide da cintura principal. Possui uma excentricidade de 0.19475290 e uma inclinação de 2.68530º.
Este asteroide foi descoberto no dia 2 de agosto de 2000 por LINEAR em Socorro.